# Fraimbois
Fraimbois és un municipi francès situat al departament de Meurthe i Mosel·la i a la regió del Gran Est. L'any 2007 tenia 326 habitants.

## Demografia

### Població
El 2007 la població de fet de Fraimbois era de 326 persones. Hi havia 120 famílies, de les quals 20 eren unipersonals (4 homes vivint sols i 16 dones vivint soles), 40 parelles sense fills, 52 parelles amb fills i 8 famílies monoparentals amb fills.
La població ha evolucionat segons el següent gràfic:
Habitants censats

### Habitatges
El 2007 hi havia 131 habitatges, 124 eren l'habitatge principal de la família, 3 eren segones residències i 4 estaven desocupats. 130 eren cases i 1 era un apartament. Dels 124 habitatges principals, 114 estaven ocupats pels seus propietaris i 10 estaven llogats i ocupats pels llogaters; 1 tenia dues cambres, 3 en tenien tres, 28 en tenien quatre i 92 en tenien cinc o més. 97 habitatges disposaven pel capbaix d'una plaça de pàrquing. A 51 habitatges hi havia un automòbil i a 63 n'hi havia dos o més.

### Piràmide de població
La piràmide de població per edats i sexe el 2009 era:
| Homes | Edats   | Dones |
| ----- | ------- | ----- |
| 0     | 95 o +  | 0     |
| 0     | 90 a 94 | 0     |
| 0     | 85 a 89 | 4     |
| 4     | 80 a 84 | 4     |
| 4     | 75 a 79 | 8     |
| 8     | 70 a 74 | 4     |
| 8     | 65 a 69 | 8     |
| 0     | 60 a 64 | 8     |
| 8     | 55 a 59 | 8     |
| 8     | 50 a 54 | 12    |
| 8     | 45 a 49 | 4     |
| 0     | 40 a 44 | 16    |
| 8     | 35 a 39 | 8     |
| 4     | 30 a 34 | 8     |
| 12    | 25 a 29 | 12    |
| 8     | 20 a 24 | 0     |
| 16    | 15 a 19 | 4     |
| 12    | 10 a 14 | 0     |
| 0     | 5 a 9   | 12    |
| 12    | 0 a 4   | 4     |

## Economia
El 2007 la població en edat de treballar era de 204 persones, 160 eren actives i 44 eren inactives. De les 160 persones actives 149 estaven ocupades (77 homes i 72 dones) i 11 estaven aturades (7 homes i 4 dones). De les 44 persones inactives 16 estaven jubilades, 14 estaven estudiant i 14 estaven classificades com a «altres inactius».

### Ingressos
El 2009 a Fraimbois hi havia 130 unitats fiscals que integraven 363 persones, la mediana anual d'ingressos fiscals per persona era de 17.516 €.

### Activitats econòmiques
Dels 8 establiments que hi havia el 2007, 1 era d'una empresa de fabricació d'altres productes industrials, 3 d'empreses de construcció, 1 d'una empresa de comerç i reparació d'automòbils i 3 d'empreses de serveis.
Dels 4 establiments de servei als particulars que hi havia el 2009, 1 era un taller de reparació d'automòbils i de material agrícola, 1 fusteria i 2 empreses de construcció.
L'any 2000 a Fraimbois hi havia 13 explotacions agrícoles que ocupaven un total de 686 hectàrees.

## Equipaments sanitaris i escolars
El 2009 hi havia una escola elemental.

## Poblacions més properes
El següent diagrama mostra les poblacions més properes.